# Glaucocharis ochracealis
Glaucocharis ochracealis là một loài bướm đêm trong họ Crambidae.